# Kabinett Drakeford II
Das Kabinett Drakeford II war die elfte Regierung von Wales. Sie wurde gebildet, nachdem Labour unter First Minister Mark Drakeford die Parlamentswahl in Wales 2021 gewonnen hatte. Es war vom 13. Mai 2021 bis zum 20. März 2024 im Amt und war eine Alleinregierung der Welsh Labour Party. Sie verfügte im Senedd über genau die Hälfte der 60 Sitze.

## Kabinett
| Amt                                                                 | Bild | Name             | Partei | Partei    | Amtszeit  |
| ------------------------------------------------------------------- | ---- | ---------------- | ------ | --------- | --------- |
| First Minister                                                      |      | Mark Drakeford   |        | Labour    | 2021–2024 |
| Minister für Finanzen und Kommunalverwaltung                        |      | Rebecca Evans    | Labour | 2021–2024 |           |
| Minister für Gesundheit und soziale Dienste                         |      | Eluned Morgan    | Labour | 2021–2024 |           |
| Minister für Wirtschaft                                             |      | Vaughan Gething  | Labour | 2021–2024 |           |
| Minister für den ländlichen Raum und Nord-Wales Leader of the House |      | Lesley Griffiths | Labour | 2021–2024 |           |
| Minister für soziale Gerechtigkeit Chief Whip                       |      | Jane Hutt        | Labour | 2021–2024 |           |
| Minister für den Klimawandel                                        |      | Julie James      | Labour | 2021–2024 |           |
| Minister für Bildung und walisische Sprache                         |      | Jeremy Miles     | Labour | 2021–2024 |           |
| Minister für Verfassung und Generalstaatsanwalt                     |      | Mick Antoniw     | Labour | 2021–2024 |           |

### Vizeminister
| Amt                                                  | Name           | Name         | Partei    | Amtszeit  |
| ---------------------------------------------------- | -------------- | ------------ | --------- | --------- |
| Stellvertretender Minister für mentale Gesundheit    |                | Lynne Neagle | Labour    | 2021–2024 |
| Stellvertretender Minister für soziale Dienste       | Julie Morgan   | Labour       | 2021–2024 |           |
| Stellvertretender Minister für Kunst und Sport       | Dawn Bowden    | Labour       | 2021–2024 |           |
| Stellvertretender Minister für Klimawandel           | Lee Waters     | Labour       | 2021–2024 |           |
| Stellvertretender Minister für soziale Partnerschaft | Hannah Blythyn | Labour       | 2021–2024 |           |